# Rodo
En la mitología griega, Rodo, Rode o Rodas (en griego Ῥόδη, Rhódê; Ῥόδος, Rhódos; «señora de Rodas» o simplemente «de la isla de Rodas») era una diosa marina que habitaba en la isla de Rodas, recién emergida sobre las aguas. Su padre fue Poseidón, pero el nombre de su madre varía según el autor, siendo esta Halia Anfítrite, Afrodita o incluso Pólife. Según otras fuentes fue hija de Afrodita sin especificar la filiación paterna. En la versión en la que Rodo es hija Poseidón y Anfitrite, por lo tanto también es la hermana de Tritón y Bentesicime. Epiménides la hace descender en su genealogía de Océano y de ella recibe su nombre la ciudad.
Fue esposa del dios Helios, con quien tuvo siete hijos (los Helíadas: Óquimo, Cércafo, Macareo, Actis, Ténages, Tríopas y Cándalo) y una hija, Electriona, que murió virgen. Según un escolio era una hija de Asopo que le hizo padre a Helios de Faetonte y las Helíades.
Rodo dio su nombre a la isla de Rodas, de la que era protectora. La isla fue el centro de su culto, donde fue adorada junto con Halia o Leucótea, nombre que recibió esta tras arrojarse al mar después de que los hermanos de Rodo la violaran. Su nombre proviene del hibisco chino que era autóctono de la isla y parecido a una rosa, que también está etimológicamente relacionada con su nombre.
Los primeros habitantes de Rodas fueron los telquines. Cuando estos presagiaron que Rodas volvería a inundarse por un diluvio huyeron precipitadamente, y entonces fue cuando Helios se enamoró de Rodo y secó las aguas que habían inundado la isla. Otros dicen que por Poseidón fue la madre de los héroes Yáliso, Camiro y Lindo, que dieron sus nombres a tres pueblos de Rodas.
Los hijos que Rodo tuvo con Helios fueron famosos como astrónomos. Varios de ellos, Actis, Macareo, Cándalo y Tríopas mataron a su hermano Ténages y tuvieron que emigrar. Macareo fue a Lesbos, Cándalo a Cos, Tríopas a Caria y Actis tuvo que huir a Egipto, donde fundó la ciudad de Heliópolis, en la que creó una famosa escuela de astronomía y astrología. Los que permanecieron en Rodas iniciaron la construcción del famoso Coloso de Rodas en honor a su padre, considerada una de las siete maravillas del mundo.
Otros dicen que Rodo, la amada por Helios, fue madre de Circe.